# Gary Knecht
Gary Knecht (Lodi, Kalifornia, 1939. szeptember 29. –) amerikai amerikaifutball-játékos és -edző, atlétikai igazgató. 1995 és 2003 között az Azusa Pacific Cougars edzője, 1984-ben pedig a Walla Walla Warriors atlétikai igazgatója volt. Az 1950-es évek végén endként játszott.

## Edzőként
1970 februárjában a UC Riverside Highlanders vezetőedzője lett; 1973 márciusában 6–13–1-es eredménye miatt lemondott. 1972-ben a Cal Poly Pomona Broncos védőedző-helyettese volt, majd 1973 februárjában az Idaho Vandals munkatársa lett.
1976 februárjában a Walla Walla Warriors vezetőedzője lett, majd 1984-ben az egyesület atlétikai igazgatója volt. 1985 és 1990 között az Oregon State Beavers, 1990 és 2003 között pedig az Azusa Pacific Cougars edzője volt. Később az Azusa Pacific University oktatója lett.

## Eredményei vezetőedzőként

### Junior
| Szezon                                                                           | Eredmény                                              | Eredmény                                              | Helyezés                                              |
| Szezon                                                                           | Összesen                                              | Konferencia                                           | Helyezés                                              |
| Walla Walla Warriors (Northwest CC Conference/NWAACC)                            | Walla Walla Warriors (Northwest CC Conference/NWAACC) | Walla Walla Warriors (Northwest CC Conference/NWAACC) | Walla Walla Warriors (Northwest CC Conference/NWAACC) |
| -------------------------------------------------------------------------------- | ----------------------------------------------------- | ----------------------------------------------------- | ----------------------------------------------------- |
| 1976                                                                             | 6–3                                                   | 6–3                                                   | 2.                                                    |
| 1977                                                                             | 4–4                                                   | 4–4                                                   | T-3.                                                  |
| 1978                                                                             | 3–4–1                                                 | 3–4–1                                                 | 4.                                                    |
| 1979                                                                             | 8–1                                                   | 6–0                                                   | 1.                                                    |
| 1980                                                                             | 7–2                                                   | 4–2                                                   | 3.                                                    |
| 1981                                                                             | 8–2                                                   | 6–1                                                   | 1.                                                    |
| 1982                                                                             | 7–2                                                   | 6–1                                                   | 1.                                                    |
| 1983                                                                             | 8–2                                                   | 6–2                                                   | 2.                                                    |
| Összesen:                                                                        | 51–21–1                                               | 41–17–1                                               | –                                                     |
| Jelmagyarázat: Konferenciabajnok Konferenciadivízió-bajnok vagy bajnoki mérkőzés |                                                       |                                                       |                                                       |

### Egyetemi
| Szezon                                                                | Eredmény                                                              | Eredmény                                                              | Helyezés                                                              |
| Szezon                                                                | Összesen                                                              | Konferencia                                                           | Helyezés                                                              |
| UC Riverside Highlanders (California Collegiate Athletic Association) | UC Riverside Highlanders (California Collegiate Athletic Association) | UC Riverside Highlanders (California Collegiate Athletic Association) | UC Riverside Highlanders (California Collegiate Athletic Association) |
| --------------------------------------------------------------------- | --------------------------------------------------------------------- | --------------------------------------------------------------------- | --------------------------------------------------------------------- |
| 1970                                                                  | 4–6                                                                   | 0–2                                                                   | 5.                                                                    |
| 1971                                                                  | 2–7–1                                                                 | 0–2                                                                   | 5.                                                                    |
| Összesen:                                                             | 6–13–1                                                                | 0–4                                                                   | –                                                                     |

## Fordítás
- Ez a szócikk részben vagy egészben  a   Gary Knecht című angol Wikipédia-szócikk fordításán alapul.  Az eredeti cikk szerkesztőit annak laptörténete sorolja fel. Ez a jelzés csupán a megfogalmazás eredetét és a szerzői jogokat jelzi, nem szolgál a cikkben szereplő információk forrásmegjelöléseként.